# Cryptothrix nebulicola
Cryptothrix nebulicola là một loài Trichoptera trong họ Limnephilidae. Chúng phân bố ở miền Cổ bắc.